# 10882 Shinonaga
10882 Shinonaga este un asteroid din centura principală de asteroizi.

## Descriere
10882 Shinonaga este un asteroid din centura principală de asteroizi. A fost descoperit pe 3 noiembrie 1996 la Kitami de Kin Endate și Kazuro Watanabe. Asteroidul prezintă o orbită caracterizată de o semiaxă mare de 2,76 ua, o excentricitate de 0,15 și o înclinație de 5,4° în raport cu ecliptica.